# 紀伊水道
紀伊水道（きいすいどう）は、和歌山県、徳島県、兵庫県淡路島によって囲まれる海域。東西・南北とも約50km。
名称の由来は、水道に沿って東部に位置し、かつての行政区画だった令制国の一つ、紀伊国（きいのくに）に因る。

## 地理
| 北緯33度58分9秒 東経134度52分18秒 / 北緯33.96917度 東経134.87167度 |
| 大阪湾 播磨灘 四国 紀伊半島 淡路島 紀伊水道 紀淡海峡 鳴門海峡      |
| ランドサット7号 (Landsat 7) が撮影した紀伊水道。                   |

法的には瀬戸内海の一部とされているが、地理や気候様式などから太平洋（フィリピン海）側とされていることもある。
各県が面する海岸は以下の通り。
- 和歌山県 田倉崎（和歌山市）から海南市・有田市・有田郡・由良町・日高町を経て御坊市日ノ御埼（ひのみさき、日高町、美浜町）まで
- 兵庫県 淡路島の生石鼻（おいしのはな、洲本市）から潮崎（南あわじ市）まで
- 徳島県 鳴門市から松茂町・徳島市・小松島市を経て蒲生田岬（がもうだみさき、阿南市）まで

一部は瀬戸内海国立公園に指定されている。
大阪湾とは紀淡海峡（友ヶ島水道）で、播磨灘とは鳴門海峡で結ばれ、阪神方面や瀬戸内海から太平洋へ抜ける重要な航路が通じる。

### 紀伊水道に流れ込む主な川
- 和歌山県

紀ノ川、有田川
- 徳島県

吉野川、那賀川

### 主な島
- 沼島（ぬしま、南あわじ市）
- 伊島（いしま、阿南市）

## 紀伊水道に面する自治体
- 和歌山県

和歌山市、海南市、有田市、有田郡湯浅町、広川町、日高郡由良町、日高町、美浜町
- 徳島県

鳴門市、板野郡松茂町、徳島市、小松島市、阿南市
- 兵庫県

洲本市、南あわじ市
このため、和歌山市と徳島市は全国でも4ヶ所しかない都道府県庁所在地が隣接した都市となっており、また唯一県庁所在地同士が海上で間接的に接している。

## 沿岸部の産業

### 農業
沿岸が概ね山がちなため、米作は小規模。伝統的に「有田みかん」等のミカン栽培が中心となっている。

### 工業
戦前から和歌山県和歌山市沖には、住友金属工業（現、日本製鉄）の和歌山製鉄所や花王の和歌山工場が、戦後になると同県有田市周辺に石油精油所（現ENEOS和歌山製油所、丸善石油（現コスモ石油））が建設された。

### 水産業
沿岸には漁港が点在している。

### 特産品
温州みかん、竹輪（小松島市）